# Центральный комитет КПРФ
Центральный комитет КПРФ (ЦК КПРФ, с 1993 до 1995 года — Центральный исполнительный комитет КПРФ) — руководящий орган Коммунистической партии Российской Федерации, действующий на постоянной основе. Члены центрального комитета избираются тайным голосованием съездом КПРФ — высшим руководящим органом партии. Центральный комитет решает вопросы деятельности партии, не относящиеся к исключительной компетенции съезда КПРФ. С 1993 года председателем Центрального комитета является Геннадий Зюганов.

## Полномочия
Центральный комитет разрабатывает документы по важнейшим вопросам на основе партийной программы и решений съездов; определяет тактику партии; избирает из своего состава председателя центрального комитета, первого заместителя и заместителей председателя, а также членов президиума центрального комитета и досрочно прекращает их полномочия. К другим полномочиям комитета относятся:
- координация деятельности фракции КПРФ в Государственной думе, а также депутатских фракций КПРФ в законодательных (представительных) органах государственной власти субъектов Российской Федерации;
- созыв очередных и внеочередных съездов КПРФ;
- учреждение партийных СМИ и утверждение их главных редакторов;
- принятие решений о создании, реорганизации или ликвидации местных и региональных отделений КПРФ;
- другие вопросы.

На XIII съезде КПРФ, состоявшемся в Москве 29-30 ноября 2008 года, Центральный комитет был избран в составе 143 членов и 105 кандидатов в члены ЦК. В состав контрольно-ревизионной комиссии избрано 37 человек. На организационном пленуме состоявшемся после съезда председателем ЦК КПРФ вновь избран Геннадий Зюганов, первым заместителем председателя — Иван Мельников, заместителем председателя — Владимир Кашин. Председателем центральной контрольно-ревизионной комиссии избран Владимир Никитин.
На XVII съезде КПРФ, состоявшемся в Москве 27 мая 2017 года, Центральный комитет был избран в составе 186 членов и 125 кандидатов в члены ЦК. В состав Центральной контрольно-ревизионной комиссии избрано 38 человек. На организационном пленуме ЦК КПРФ, состоявшемся после Съезда, председателем ЦК КПРФ в восьмой раз переизбирается Геннадий Зюганов, первым заместителем председателя избран Иван Мельников, заместителями председателя — Владимир Кашин, Дмитрий Новиков, Юрий Афонин. Председателем центральной контрольно-ревизионной комиссии вновь избран Николай Иванов.

## Президиум и секретариат
Из членов Центрального комитета формируются Президиум ЦК КПРФ и секретариат ЦК КПРФ. Президиум избирается для решения политических и организационных вопросов в период между пленумами ЦК КПРФ. Для организации текущей работы и контроля за исполнением решений центральных органов партии ЦК КПРФ избирает секретариат, подотчётный президиуму. В состав секретариата входят секретари ЦК КПРФ, которые курируют отдельные сферы деятельности партии.
Впервые Президиум ЦИК (на тот период наименование ЦК) КПРФ был избран на I Пленуме ЦИК 14 февраля 1993 года В его состав вошло 7 человек: председатель ЦИК — Геннадий Зюганов и его заместители. 20 марта 1993 года был избран первый заместитель. В последующем состав заместителей неоднократно менялся.

### Заместители председателя ЦК
после XVIII съезда
- Мельников Иван Иванович первый заместитель председателя ЦК
- Афонин Юрий Вячеславович первый заместитель председателя ЦК
- Кашин Владимир Иванович заместитель председателя ЦК
- Новиков Дмитрий Георгиевич заместитель председателя ЦК
- Калашников Леонид Иванович заместитель председателя ЦК

Первыми заместителями председателя ЦК (ЦИК) КПРФ в разное время были.
| Имя                           | Вошёл в состав | Выбыл            | Дальнейшая карьера      |
| ----------------------------- | -------------- | ---------------- | ----------------------- |
| Купцов Валентин Александрович | 20 марта 1993  | 3 июля 2004      | член Президиума ЦК КПРФ |
| Мельников Иван Иванович       | 3 июля 2004    | Ныне в должности | Ныне в должности        |
| Афонин Юрий Вячеславович      | 24 апреля 2021 | Ныне в должности | Ныне в должности        |

Заместителями председателя ЦК (ЦИК) КПРФ в разное время были.
| Имя                             | Вошёл в состав  | Выбыл            | Дальнейшая карьера                                 |
| ------------------------------- | --------------- | ---------------- | -------------------------------------------------- |
| Купцов Валентин Александрович   | 14 февраля 1993 | 20 марта 1993    | первый заместитель председателя ЦИК КПРФ           |
| Белов Юрий Павлович             | 14 февраля 1993 | 22 января 1995   | Член Президиума ЦК КПРФ                            |
| Горячева Светлана Петровна      | 14 февраля 1993 | 22 января 1995   | Член ЦК КПРФ                                       |
| Зоркальцев Виктор Ильич         | 14 февраля 1993 | 22 января 1995   | Член Президиума ЦК КПРФ                            |
| Лапшин Михаил Иванович          | 14 февраля 1993 | 21 апреля 1994   | Член Президиума ЦИК КПРФ                           |
| Рыбкин Иван Петрович            | 14 февраля 1993 | 21 апреля 1994   | Собственный предвыборный блок на выборах 1995 года |
| Шабанов Александр Александрович | 21 апреля 1994  | 20 апреля 1997   | СКП-КПСС                                           |
| Мельников Иван Иванович         | 20 апреля 1997  | 3 июля 2004      | первый заместитель председателя ЦК КПРФ            |
| Иванченко Леонид Андреевич      | 3 декабря 2000  | 3 июля 2004      | Член ВКПБ                                          |
| Кашин Владимир Иванович         | 3 июля 2004     | Ныне в должности | Ныне в должности                                   |
| Новиков Дмитрий Георгиевич      | 24 февраля 2013 | Ныне в должности | Ныне в должности                                   |
| Рашкин Валерий Фёдорович        | 24 февраля 2013 | 27 мая 2017      | Член Президиума ЦК КПРФ                            |
| Афонин Юрий Вячеславович        | 27 мая 2017     | 24 апреля 2021   | Первый заместитель председателя ЦК КПРФ            |
| Калашников Леонид Иванович      | 24 апреля 2021  | Ныне в должности | Ныне в должности                                   |

### Состав Президиума
На первом этапе XVIII съезда КПРФ, состоявшемся в Подмосковье 24 апреля 2021 года, был избран новый состав Президиума и Секретариата. В состав Президиума вошло 19 человек, в состав Секретариата — 11 человек.
после XVIII съезда
- Зюганов Геннадий Андреевич председатель ЦК
- Мельников Иван Иванович первый заместитель председателя ЦК
- Афонин Юрий Вячеславович первый заместитель председателя ЦК
- Кашин Владимир Иванович заместитель председателя ЦК
- Новиков Дмитрий Георгиевич заместитель председателя ЦК
- Калашников Леонид Иванович заместитель председателя ЦК
- Арефьев Николай Васильевич
- Васильев Николай Иванович
- Дробот Мария Владимировна
- Ивачёв Александр Николаевич
- Камнев Георгий Петрович
- Клычков Андрей Евгеньевич
- Коломейцев Николай Васильевич
- Комоцкий Борис Олегович
- Кононеко Роман Игоревич
- Локоть Анатолий Евгеньевич
- Обухов Сергей Павлович
- Тайсаев Казбек Куцукович
- Харитонов Николай Михайлович

В состав Президиума ЦК (ЦИК) КПРФ входили в разное время.
| Имя                                     | Вошёл в состав  | Выбыл            | Дальнейшая карьера                                     |
| --------------------------------------- | --------------- | ---------------- | ------------------------------------------------------ |
| Зюганов Геннадий Андреевич              | 14 февраля 1993 | Ныне в должности | Ныне в должности                                       |
| Белов Юрий Павлович                     | 14 февраля 1993 | 3 июля 2004      | Член ЦК КПРФ                                           |
| Горячева Светлана Петровна              | 14 февраля 1993 | 22 января 1995   | «Справедливая Россия»                                  |
| Зоркальцев Виктор Ильич                 | 14 февраля 1993 | 3 декабря 2000   | Член ВКПБ                                              |
| Купцов Валентин Александрович           | 14 февраля 1993 | 30 ноября 2008   | Член ЦК КПРФ                                           |
| Лапшин Михаил Иванович                  | 14 февраля 1993 | 21 апреля 1994   | «Аграрная партия России»                               |
| Рыбкин Иван Петрович                    | 14 февраля 1993 | 21 апреля 1994   | Собственный предвыборный блок на выборах 1995 года     |
| Мельников Иван Иванович                 | 22 января 1995  | Ныне в должности | Ныне в должности                                       |
| Ионов Анатолий Васильевич               | 20 марта 1993   | 20 апреля 1997   |                                                        |
| Коптюг Валентин Афанасьевич             | 20 марта 1993   | 10 января 1997   | Умер                                                   |
| Костин Георгий Васильевич               | 20 марта 1993   | 20 апреля 1997   | Член ВКПБ                                              |
| Сурков Михаил Сёменович                 | 20 марта 1993   | 20 апреля 1997   | Аудитор Счётной палаты РФ                              |
| Шабанов Александр Александрович         | 20 марта 1993   | 20 апреля 1997   | Член ВКПБ                                              |
| Никитин Валентин Иванович               | 22 января 1995  | 3 декабря 2000   | В отставке                                             |
| Цику Казбек Асланбечевич                | 22 января 1995  | 20 апреля 1997   | в Комитете Адыгейского республиканского отделения КПРФ |
| Лукьянов Анатолий Иванович              | 21 апреля 1994  | 3 декабря 2000   | Член ЦК КПРФ                                           |
| Пешков Виктор Петрович                  | 22 января 1995  | 3 июля 2004      | Член учёного совета ЦИПКР                              |
| Апарина Алевтина Викторовна             | 22 января 1995  | 3 декабря 2000   | Член ЦК КПРФ                                           |
| Видьманов Виктор Михайлович             | 22 января 1995  | 3 июля 2004      | Член ЦК КПРФ                                           |
| Иванченко Леонид Андреевич              | 22 января 1995  | 3 июля 2004      | Член ВКПБ                                              |
| Гамза Геннадий Ефимович                 | 22 января 1995  | 20 апреля 1997   | Депутат от «Справедливой России»                       |
| Потапов Сергей Александрович            | 22 января 1995  | 1 июля 2004      | Член ВКПБ, затем вице-губернатор Нижегородской области |
| Селезнёв Геннадий Николаевич            | 18 мая 1996     | 25 мая 2002      | Создал свою партию.                                    |
| Бойко Вячеслав Андреевич                | 20 апреля 1997  | 3 декабря 2000   | Председатель ЦКРК ВКПБ                                 |
| Губенко Николай Николаевич              | 20 апреля 1997  | 25 мая 2002      | Исключён, затем восстановлен в КПРФ                    |
| Куваев Александр Александрович          | 20 апреля 1997  | 3 июля 2004      | Член ВКПБ                                              |
| Михайлов Александр Николаевич           | 20 апреля 1997  | 3 декабря 2000   | Член «Единой России»                                   |
| Романов Валентин Степанович             | 20 апреля 1997  | 27 мая 2017      | Член ЦК КПРФ                                           |
| Сафронов Виталий Александрович          | 20 апреля 1997  | 20 мая 1997      | Член Алтайского краевого комитета КПРФ                 |
| Фролов Александр Константинович         | 20 апреля 1997  | 30 ноября 2008   | Член ЦК КПРФ                                           |
| Шурчанов Валентин Сергеевич             | 20 апреля 1997  | 18 декабря 2020  | Умер                                                   |
| Решульский Сергей Николаевич            | 3 декабря 2000  | 24 апреля 2021   |                                                        |
| Романов Пётр Васильевич                 | 3 декабря 2000  | 27 мая 2017      | Член ЦК КПРФ                                           |
| Сапожников Николай Иванович             | 3 декабря 2000  | 3 июля 2004      | Член ЦК КПРФ                                           |
| Кашин Борис Сергеевич                   | 6 марта 2003    | 30 ноября 2008   | Член ЦК КПРФ                                           |
| Кашин Владимир Иванович                 | 6 марта 2003    | Ныне в должности | Ныне в должности                                       |
| Рашкин Валерий Фёдорович                | 6 марта 2003    | 24 апреля 2021   |                                                        |
| Куликов Олег Анатольевич                | 3 июля 2004     | 30 ноября 2008   | Член ЦК КПРФ                                           |
| Сокол Святослав Михайлович              | 3 июля 2004     | 30 ноября 2008   | Восстановлен в президиуме                              |
| Левченко Сергей Георгиевич              | 3 июля 2004     | 24 апреля 2021   |                                                        |
| Васильев Николай Иванович               | 30 ноября 2008  | Ныне в должности | Ныне в должности                                       |
| Калашников Леонид Иванович              | 30 ноября 2008  | Ныне в должности | Ныне в должности                                       |
| Коломейцев Николай Васильевич           | 30 ноября 2008  | Ныне в должности | Ныне в должности                                       |
| Новиков Дмитрий Георгиевич              | 23 октября 2004 | Ныне в должности | Ныне в должности                                       |
| Обухов Сергей Павлович                  | 30 ноября 2008  | Ныне в должности | Ныне в должности                                       |
| Тетёкин Вячеслав Николаевич             | 30 ноября 2008  | 24 февраля 2013  | Член ЦК КПРФ                                           |
| Харитонов Николай Михайлович            | 30 ноября 2008  | Ныне в должности | Ныне в должности                                       |
| Комоцкий Борис Олегович                 | 28 марта 2009   | Ныне в должности | Ныне в должности                                       |
| Сокол Святослав Михайлович (второй раз) | 24 февраля 2013 | 27 мая 2017      | член ЦК КПРФ                                           |
| Клычков Андрей Евгеньевич               | 24 февраля 2013 | Ныне в должности | Ныне в должности                                       |
| Никитин Владимир Степанович             | 24 февраля 2013 | 27 мая 2017      | Член ЦК КПРФ                                           |
| Афонин Юрий Вячеславович                | 24 февраля 2013 | Ныне в должности | Ныне в должности                                       |
| Арефьев Николай Васильевич              | 27 мая 2017     | Ныне в должности | Ныне в должности                                       |
| Камнев Георгий Петрович                 | 27 мая 2017     | Ныне в должности | Ныне в должности                                       |
| Локоть Анатолий Евгеньевич              | 27 мая 2017     | Ныне в должности | Ныне в должности                                       |
| Тайсаев Казбек Куцукович                | 27 мая 2017     | Ныне в должности | Ныне в должности                                       |
| Ходунова Ольга Архиповна                | 27 мая 2017     | 24 апреля 2021   |                                                        |
| Дробот Мария Владимировна               | 24 апреля 2021  | Ныне в должности | Ныне в должности                                       |
| Ивачёв Александр Николаевич             | 24 апреля 2021  | Ныне в должности | Ныне в должности                                       |
| Кононеко Роман Игоревич                 | 24 апреля 2021  | Ныне в должности | Ныне в должности                                       |

### Состав Секретариата
после XVIII съезда.
- Коломейцев Николай Васильевич
- Клычков Андрей Евгеньевич
- Камнев Георгий Петрович
- Арефьев Николай Васильевич
- Обухов Сергей Павлович
- Тайсаев Казбек Куцукович
- Дробот Мария Владимировна
- Корниенко Алексей Викторович
- Аниховский Станислав Эдуардович
- Исаков Владимир Павлович
- Ющенко Александр Андреевич
- Царихин, Виктор Алексеевич (избран 23 октября 2023 года)[11]

В состав Секретариата ЦК(ЦИК) входили в разное время.
| Имя                                        | Вошёл в состав  | Выбыл            | Дальнейшая карьера                   |
| ------------------------------------------ | --------------- | ---------------- | ------------------------------------ |
| Биндюков Николай Гаврилович                | 22 января 1995  | 3 июля 2004      | Член ЦК КПРФ                         |
| Мельников Иван Иванович                    | 22 января 1995  | 20 апреля 1997   | заместитель председателя ЦК КПРФ     |
| Потапов Сергей Александрович               | 22 января 1995  | 1 июля 2004      | Член ВКПБ                            |
| Селезнёв Геннадий Николаевич               | 22 января 1995  | 18 мая 1996      | Член Президиума ЦК КПРФ              |
| Пешков Виктор Петрович                     | 22 января 1995  | 3 июля 2004      | Член учёного совета ЦИПКР            |
| Тихонов Владимир Ильич                     | 6 августа 1996  | 3 декабря 2000   | Председатель ВКПБ                    |
| Решульский Сергей Николаевич               | 3 марта 1997    | 27 мая 2017      | член Президиума ЦК КПРФ              |
| Кашин Владимир Иванович                    | 20 апреля 1997  | 3 июля 2004      | Зам председателя КПРФ                |
| Кравец Александр Алексеевич                | 20 апреля 1997  | 3 декабря 2000   | Первый секретарь Омского обкома КПРФ |
| Романов Пётр Васильевич                    | 20 апреля 1997  | 3 декабря 2000   | член Президиума ЦК КПРФ              |
| Сурков Михаил Семёнович                    | 20 апреля 1997  | 3 декабря 2000   | Аудитор Счётной палаты РФ            |
| Серёгин Сергей Иванович                    | 3 декабря 2000  | 3 июля 2004      | Член ЦК КПРФ, затем в ОКП            |
| Куликов Олег Анатольевич                   | 3 декабря 2000  | 30 ноября 2008   | Член ЦК КПРФ                         |
| Астраханкина Татьяна Александровна         | 14 апреля 2001  | 1 июля 2004      | ВКПБ                                 |
| Соловьёв Вадим Георгиевич                  | 3 июля 2004     | 24 апреля 2021   |                                      |
| Рашкин Валерий Фёдорович                   | 3 июля 2004     | 24 февраля 2013  | заместитель председателя ЦК КПРФ     |
| Афонин Юрий Вячеславович                   | 3 июля 2004     | 27 мая 2017      | заместитель председателя ЦК КПРФ     |
| Арефьев Николай Васильевич                 | 3 июля 2004     | Ныне в должности | Ныне в должности                     |
| Улас Владимир Дмитриевич                   | 3 июля 2004     | 30 ноября 2008   | рядовой член КПРФ                    |
| Калашников Леонид Иванович                 | 30 ноября 2008  | 24 апреля 2021   | заместитель председателя ЦК КПРФ     |
| Новиков Дмитрий Георгиевич                 | 23 октября 2004 | 24 февраля 2013  | заместитель председателя ЦК КПРФ     |
| Обухов Сергей Павлович                     | 30 ноября 2008  | Ныне в должности | Ныне в должности                     |
| Тетёкин Вячеслав Николаевич                | 30 ноября 2008  | 24 февраля 2013  | член ЦК КПРФ                         |
| Тайсаев Казбек Куцукович                   | 30 ноября 2008  | Ныне в должности | Ныне в должности                     |
| Шурчанов Валентин Сергеевич                | 28 марта 2009   | 24 февраля 2013  | член Президиума ЦК КПРФ              |
| Дорохин Павел Сергеевич                    | 24 февраля 2013 | 24 апреля 2021   |                                      |
| Корниенко Алексей Викторович               | 24 февраля 2013 | Ныне в должности | Ныне в должности                     |
| Костриков Михаил Сергеевич                 | 24 февраля 2013 | 24 апреля 2021   |                                      |
| Коломейцев Николай Васильевич.             | 12 апреля 2014  | 27 мая 2017      | член Президиума ЦК КПРФ              |
| Дробот Мария Владимировна                  | 27 мая 2017     | Ныне в должности | Ныне в должности                     |
| Исаков Владимир Павлович                   | 27 мая 2017     | Ныне в должности | Ныне в должности                     |
| Клычков Андрей Евгеньевич                  | 27 мая 2017     | Ныне в должности | Ныне в должности                     |
| Коломейцев Николай Васильевич (второй раз) | 24 апреля 2021  | Ныне в должности | Ныне в должности                     |
| Камнев Георгий Петрович                    | 24 апреля 2021  | Ныне в должности | Ныне в должности                     |
| Аниховский Станислав Эдуардович            | 24 апреля 2021  | Ныне в должности | Ныне в должности                     |
| Ющенко Александр Андреевич                 | 24 апреля 2021  | Ныне в должности | Ныне в должности                     |
| Царихин, Виктор Алексеевич                 | 21 октября 2023 | Ныне в должности | Ныне в должности                     |

## Члены ЦК КПРФ
Члены Центрального комитета КПРФ избираются на отчётно-выборном съезде КПРФ.
С 1993 года состав Центрального комитета неоднократно менялся:
Состав Центрального Комитета избранного XVII съездом КПРФ
После XVII съезда в состав ЦК КПРФ вошли:

### члены Центрального Комитета
- Абдулхаликов, Самир Касумович
- Авдеев, Михаил Юрьевич
- Аитов, Халит Андреевич
- Алексеенко, Пётр Васильевич
- Алёхин, Андрей Анатольевич
- Алимова, Ольга Николаевна — первый секретарь Саратовского обкома КПРФ
- Амелин, Максим Анатольевич
- Андреев, Андрей Анатольевич
- Анидалов, Александр Юрьевич — первый секретарь Саратовского горкома КПРФ
- Аниховский, Станислав Эдуардович
- Анпилов, Александр Николаевич
- Арефьев, Николай Васильевич — депутат Государственной думы
- Асхабов, Мухмад Магомедович — первый секретарь Чеченского рескома КПРФ
- Афонин, Юрий Вячеславович — депутат Государственной думы
- Ашихмин, Павел Георгиевич
- Байбикова, Анастасия Анатольевна
- Балашов, Евгений Борисович
- Баранов, Константин Александрович
- Баранова, Лариса Георгиевна
- Барышникова, Наталья Геннадьевна
- Белов, Юрий Павлович
- Бенов, Геннадий Матвеевич
- Бессонов, Владимир Иванович
- Богатырёв, Ильяс Сулейманович — первый секретарь Ингушского рескома КПРФ
- Богатыренко, Сергей Васильевич
- Богачёв, Иван Андреевич
- Бодров, Владимир Петрович — первый секретарь Удмуртского рескома КПРФ
- Бозыков, Николай Федосеевич — первый секретарь Хакасского рескома КПРФ
- Бортко, Владимир Владимирович — депутат Государственной думы
- Бытдаев, Кемал Курманович — первый секретарь Карачаево-Черкесского рескома КПРФ
- Васильев Николай Иванович — первый секретарь Московского обкома КПРФ
- Волков, Михаил Борисович
- Волкова, Эвелина Николаевна
- Воробьёв, Александр Васильевич — первый секретарь Ярославского обкома КПРФ
- Воробьёва, Людмила Фёдоровна — первый секретарь Тверского обкома КПРФ
- Вострецов, Виктор Филиппович — первый секретарь Астраханского обкома КПРФ
- Гайдук, Юрий Николаевич — первый секретарь Забайкальского крайкома КПРФ
- Гайдым, Валерий Фёдорович — первый секретарь Новгородского обкома КПРФ
- Гаписов, Ильгам Исабекович
- Гарифуллин, Мансур Зайдуллович
- Головачёва, Тамара Петровна
- Гончаров, Виктор Иванович — первый секретарь Ставропольского крайкома КПРФ
- Громов, Александр Павлович — первый секретарь Хабаровского крайкома КПРФ
- Губарев, Виктор Николаевич — первый секретарь Якутского рескома КПРФ
- Губенко, Николай Николаевич
- Долгачев, Анатолий Николаевич — первый секретарь Приморского крайкома КПРФ
- Дорохин, Павел Сергеевич — депутат Государственной думы
- Дорохова, Наталья Юрьевна
- Дробот, Мария Владимировна
- Егоров, Игорь Викторович — первый секретарь Челябинского обкома КПРФ
- Егоров, Владислав Иванович — первый секретарь Нижегородского обкома КПРФ
- Езерский, Николай Николаевич — депутат Государственной думы
- Емельянов, Олег Владиславович
- Ермалавичюс, Юозас Юозович
- Ефимова, Ольга Анатольевна
- Жидков, Андрей Игоревич — первый секретарь Тамбовского обкома КПРФ
- Зайцева, Валентина Алексеевна — первый секретарь Мордовского рескома КПРФ
- Зюганов, Геннадий Андреевич — депутат Государственной думы
- Ивачев, Александр Николаевич — первый секретарь Свердловского обкома КПРФ
- Ижицкий, Валерий Петрович — первый секретарь Костромского обкома КПРФ
- Иконников, Василий Николаевич — первый секретарь Орловского обкома КПРФ
- Илларионова, Регина Альбертовна — первый секретарь Ленинградского обкома КПРФ
- Исаков, Владимир Павлович — первый секретарь ЦК ЛКСМ
- Казанков, Иван Иванович — первый секретарь Марийского рескома КПРФ
- Казанцева, Тамара Николаевна — первый секретарь Тюменского обкома КПРФ
- Калашников, Леонид Иванович — депутат Государственной думы
- Камнев, Георгий Петрович — первый секретарь Пензенского обкома КПРФ
- Кашин, Владимир Иванович — депутат Государственной думы
- Кашин, Борис Сергеевич
- Кибис, Ольга Юрьевна — главный бухгалтер ЦК КПРФ
- Кислицын, Василий Александрович — первый секретарь Курганского обкома КПРФ
- Клёнов, Владимир Витальевич — первый секретарь Ивановского обкома КПРФ
- Клочкова, Анна Петровна
- Клычков, Андрей Евгеньевич
- Князева, Елена Александровна — первый секретарь Северо-Осетинского рескома КПРФ
- Кобызов, Роман Александрович — первый секретарь Амурского обкома КПРФ
- Кожемяко, Виктор Стефанович
- Козин, Евгений Вячеславович
- Коломейцев, Николай Васильевич — депутат Государственной думы, первый секретарь Ростовского обкома КПРФ
- Колюшин, Евгений Иванович
- Комоцкий, Борис Олегович
- Кононенко, Роман Игоревич
- Корниенко, Алексей Викторович — депутат Государственной думы
- Корсаков, Николай Николаевич
- Косарева, Татьяна Геннадьевна
- Костриков, Михаил Сергеевич
- Кравец, Александр Алексеевич — депутат Государственной думы, первый секретарь Омского обкома КПРФ
- Кузнецов, Валерий Венедиктович — первый секретарь Смоленского обкома КПРФ
- Кукушкина, Елена Михайловна — первый секретарь Комитета Ямало-Ненецкого окружкома КПРФ
- Куликов, Олег Анатольевич
- Купцов, Валентин Александрович
- Курбалёва, Лариса Алексеевна
- Куринный, Алексей Владимирович — депутат Государственной думы, первый секретарь Ульяновского обкома КПРФ
- Кутлугужин, Юнир Галимьянович — первый секретарь Башкирского рескома КПРФ
- Лебедев, Олег Александрович — депутат Государственной думы, первый секретарь Тульского обкома КПРФ
- Левковский, Артём Владимирович
- Левченко, Сергей Георгиевич — первый секретарь Иркутского обкома КПРФ
- Лескин, Алексей Владимирович — первый секретарь Самарского обкома КПРФ
- Листов, Ярослав Игоревич
- Локоть, Анатолий Евгеньевич — первый секретарь Новосибирского обкома КПРФ
- Макаров, Игорь Николаевич
- Мамаев, Сергей Павлинович — первый секретарь Кировского обкома КПРФ
- Мархаев, Вячеслав Михайлович — первый секретарь Бурятского рескома КПРФ
- Махмудов, Махмуд Гаджулаевич — первый секретарь Дагестанского рескома КПРФ
- Медведев, Пётр Петрович — первый секретарь Красноярского крайкома КПРФ
- Мельников Иван Иванович — первый заместитель Председателя Государственной Думы
- Михайлов, Олег Алексеевич — первый секретарь Коми рескома КПРФ
- Михайлова, Юлия Борисовна
- Мокринская, Елена Фёдоровна
- Морозов, Александр Николаевич — первый секретарь Вологодского обкома КПРФ
- Мухин, Николай Павлович — первый секретарь Кемеровского обкома КПРФ
- Мызгин, Борис Владимирович
- Наранова, Данара Викторовна
- Наумов, Александр Анатольевич
- Нациевский, Сергей Олегович
- Никитин, Владимир Степанович
- Никитчук, Иван Игнатьевич
- Новак, Андрей Петрович
- Новиков, Александр Владимирович — первый секретарь Архангельского обкома КПРФ
- Новиков, Дмитрий Георгиевич — депутат Государственной думы
- Нуров, Николай Эрднеевич — первый секретарь Калмыцкого рескома КПРФ
- Обухов, Сергей Павлович
- Осадчий, Николай Иванович — депутат Государственной думы, первый секретарь Краснодарского крайкома КПРФ
- Останина, Нина Александровна — первый секретарь Кемеровского обкома КПРФ
- Павлова, Елена Анатольевна
- Парфёнов, Алексей Владимирович
- Пархоменко, Василий Михайлович — первый секретарь Севастопольского горкома КПРФ
- Паутов, Виктор Николаевич (депутат)
- Паштов, Борис Султанович — первый секретарь Кабардино-Балкарского рескома КПРФ
- Плетнёва, Тамара Васильевна — депутат Государственной думы
- Поздняков, Владимир Георгиевич — депутат Государственной думы
- Понасов, Степан Николаевич — первый секретарь Брянского обкома КПРФ
- Пономарёв, Алексей Алексеевич — депутат Государственной думы, Управляющий делами ЦК КПРФ
- Потомский, Вадим Владимирович
- Прусакова, Мария Николаевна — первый секретарь Алтайского крайкома КПРФ
- Разворотнев, Николай Васильевич — первый секретарь Липецкого обкома КПРФ
- Рашкин, Валерий Фёдорович — депутат Государственной думы, первый секретарь Московского горкома КПРФ
- Ревин, Игорь Алексеевич — депутат Калининградской областной думы
- Репин, Геннадий Николаевич
- Решульский, Сергей Николаевич — депутат Государственной думы
- Рогатнев, Андрей Иванович
- Родин, Владимир Романович
- Романов, Пётр Васильевич
- Романов, Валентин Степанович
- Романова, Наталья Евгеньевна
- Ромашкин, Виктор Васильевич — первый секретарь Алтайского рескома КПРФ
- Рудаков, Сергей Иванович — первый секретарь Воронежского обкома КПРФ
- Русских, Алексей Юрьевич — депутат Государственной думы
- Саблин, Александр Иванович — первый секретарь Ненецкого окружного комитета КПРФ
- Савин, Владимир Михайлович
- Савинцев, Алексей Владимирович — первый секретарь Комитета Ханты-Мансийского окружного отделения КПРФ
- Салов, Евгений Иванович — первый секретарь Адыгейского рескома КПРФ
- Сапожников, Николай Иванович
- Сенин, Григорий Николаевич
- Сидорко, Антон Сергеевич — первый секретарь Владимирского обкома КПРФ
- Симагин, Владимир Александрович
- Синельщиков, Юрий Петрович — депутат Государственной думы
- Соболев, Виктор Иванович
- Сокол, Святослав Михайлович
- Соколенко, Павел Васильевич
- Соловьёв, Вадим Георгиевич
- Сосунов, Сергей Анатольевич
- Старов, Вадим Николаевич
- Степахно, Геннадий Васильевич — первый секретарь Мурманского обкома КПРФ
- Сулейманов, Ренат Исмаилович
- Тайсаев, Казбек Куцукович — депутат Государственной думы
- Тарасов, Павел Михайлович
- Тарнаев, Александр Петрович
- Тетёкин, Вячеслав Николаевич
- Ульянов, Евгений Александрович — первый секретарь Карельского рескома КПРФ
- Усков, Денис Вячеславович
- Федоткин, Владимир Николаевич
- Фишман, Владимир Ефимович — первый секретарь Еврейского обкома КПРФ
- Фоменко, Григорий Петрович
- Харитонов, Николай Михайлович — депутат Государственной думы
- Ходунова, Ольга Архиповна — лидер фракции КПРФ в Законодательном собрании Санкт-Петербурга
- Цыренов, Баир Цыденович
- Черемисов, Константин Николаевич
- Чикин, Валентин Васильевич
- Швец, Любовь Никитична
- Шевелуха, Виктор Степанович
- Шевляков, Валерий Алексеевич — первый секретарь Белгородского обкома КПРФ
- Шурчанов, Валентин Сергеевич — депутат Государственной думы, первый секретарь Чувашского рескома КПРФ
- Щербаков, Павел Николаевич
- Ющенко, Александр Андреевич — депутат Государственной думы
- Яшкин, Николай Иванович — первый секретарь Калужского обкома КПРФ

### кандидаты в члены Центрального Комитета
- Абдукаримова, Наиля Исмаиловна
- Агафонов, Александр Фёдорович
- Аграновский, Дмитрий Владимирович
- Александров, Артём Романович
- Ахмадулин, Андрей Фанисович
- Балаклеец, Людмила Ивановна
- Белоусов, Валерий Николаевич — первый секретарь Сахалинского обкома КПРФ
- Беляевсков, Андрей Петрович
- Беспалов, Сергей Григорьевич
- Биджев, Исмель Абдул-Газизович
- Богданов, Павел Альбертович
- Бойков, Александр Дмитриевич
- Буланов, Денис Анатольевич
- Буланов, Максим Васильевич
- Булгаков, Виктор Григорьевич
- Бураков, Леонид Васильевич
- Бутузов, Сергей Иванович
- Быковских, Николай Иванович
- Васильев, Сергей Александрович
- Ватаев, Бинболат Зелинханович
- Витковский, Юрий Николаевич
- Волков, Николай Юрьевич
- Вотинцев, Алексей Владимирович
- Галин, Ильгам Илюсович
- Гальцов, Владимир Анатольевич — первый секретарь Чукотского окружкома КПРФ
- Гатчин, Юрий Арменакович
- Гришков, Вадим Фёдорович
- Даутов, Габбас Фанзовиевич
- Донченко, Илья Игоревич
- Дубовенко, Дмитрий Александрович
- Дудати, Чермен Аланович
- Желдак, Юрий Васильевич
- Жилищиков, Иван Андреевич
- Жирнов, Андрей Геннадьевич
- Жихарева, Светлана Александровна
- Зулина, Дарья Николаевна
- Зюганов, Леонид Андреевич
- Иванушкин, Олег Анатольевич
- Ивачёва, Виктория Михайловна
- Ивченко, Иван Александрович
- Кабешев, Роман Владимирович
- Казанков, Сергей Иванович — депутат Государственной думы
- Канунникова, Светлана Игоревна
- Кияшко, Роман Владимирович
- Клычёв, Антон Вячеславович
- Коломиец, Дмитрий Викторович
- Колотев, Владислав Николаевич
- Комисаров, Александр Владимирович
- Конобеев, Иван Сергеевич
- Коновалов, Валентин Олегович
- Костина, Марина Васильевна
- Кочиев, Роберт Иванович
- Кузнецов, Сергей Ильич
- Куличкин, Вячеслав Семёнович
- Куркин, Константин Александрович
- Лазарев, Константин Александрович
- Лебедев, Алексей Александрович
- Лебедев, Алексей Борисович
- Левченко, Иван Григорьевич
- Лукьянцев, Андрей Николаевич
- Лупин, Алексей Викторович
- Ляшенко, Евгений Иванович
- Ляшук, Юрий Петрович
- Макаев, Алан Радионович
- Максимов, Андрей Викторович
- Мальцев Виталий Александрович
- Мардалиев, Эльхан Явар оглы
- Марченко, Евгений Владимирович
- Махачов, Магомед Омаргаджиевич
- Михайлов, Игорь Андреевич
- Можаров, Владимир Владимирович
- Москаленко, Елена Александровна
- Музаев, Марат Сосланович
- Мурыгин, Сергей Викторович
- Мурылев, Аркадий Анатольевич
- Никонович, Геннадий Николаевич
- Носенко, Ольга Николаевна
- Обуховский, Владимир Владимирович
- Охапкин, Кирилл Аркадьевич
- Павленко, Богдан Сергеевич
- Панов, Станислав Геннадьевич
- Панчилов, Владимир Олегович
- Перевезенцев, Петр Владимирович
- Петров, Андрей Геннадьевич
- Подсевалов, Сергей Дмитриевич
- Попов, Андрей Юрьевич
- Попов, Артур Александрович
- Прокофьев, Артём Вячеславович
- Пузанов, Алексей Александрович
- Райн, Михаил Викторович
- Ракутина, Татьяна Анатольевна
- Салчак, Сергей Сээ-Сюронович — первый секретарь Тувинского рескома КПРФ
- Самохина, Наталья Николаевна
- Семёнова, Екатерина Валентиновна
- Сидоров, Яков Семёнович
- Сидоров, Денис Сергеевич — первый секретарь Рязанского обкома КПРФ
- Скачкова, Татьяна Анатольевна
- Скроцкий, Болеслав Владимирович
- Смагин, Михаил Викторович
- Смотракова, Карина Викторовна
- Сынкова, Светлана Анатольевна
- Тамоев, Роман Тельманович
- Таскаев, Леонид Львович
- Тимонин, Максим Анатольевич
- Тимохов, Сергей Константинович
- Токарев, Сергей Владимирович
- Тхагушев, Руслан Игоревич
- Филатов, Степан Николаевич
- Филатова, Ирина Анатольевна
- Филяев, Дмитрий Олегович — первый секретарь Пензенского обкома КПРФ
- Хабибулин, Шамиль Рафаильевич
- Цуканов, Олег Владимирович
- Чаукин, Алексей Иванович
- Чернышов, Константин Валерьевич
- Чижова, Елена Валерьевна
- Чурин, Роман Леонидович
- Шабунин, Александр Николаевич
- Шаваев, Ильяс Пагоевич
- Шахова, Елена Викторовна
- Шишкин Александр Сергеевич — первый секретарь Магаданского обкома КПРФ
- Шишкин, Максим Витальевич
- Юхневич, Юрий Болеславович
- Яковенко, Ольга Владиславовна
- Яковлев, Роман Борисович
- Якубов, Юлий Яубович